# Chloroleucon tortum

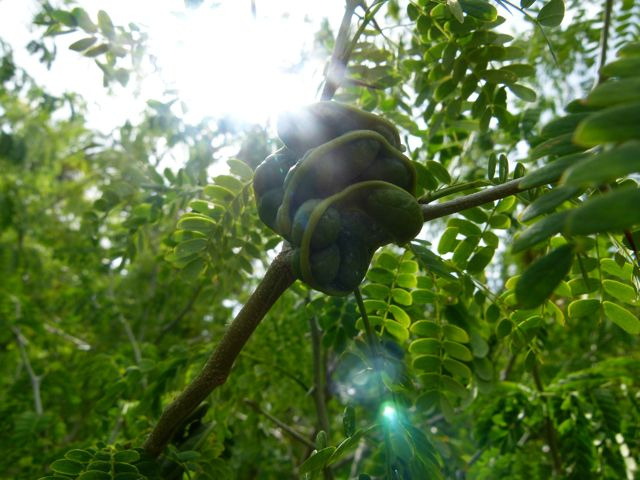
Junge Früchte

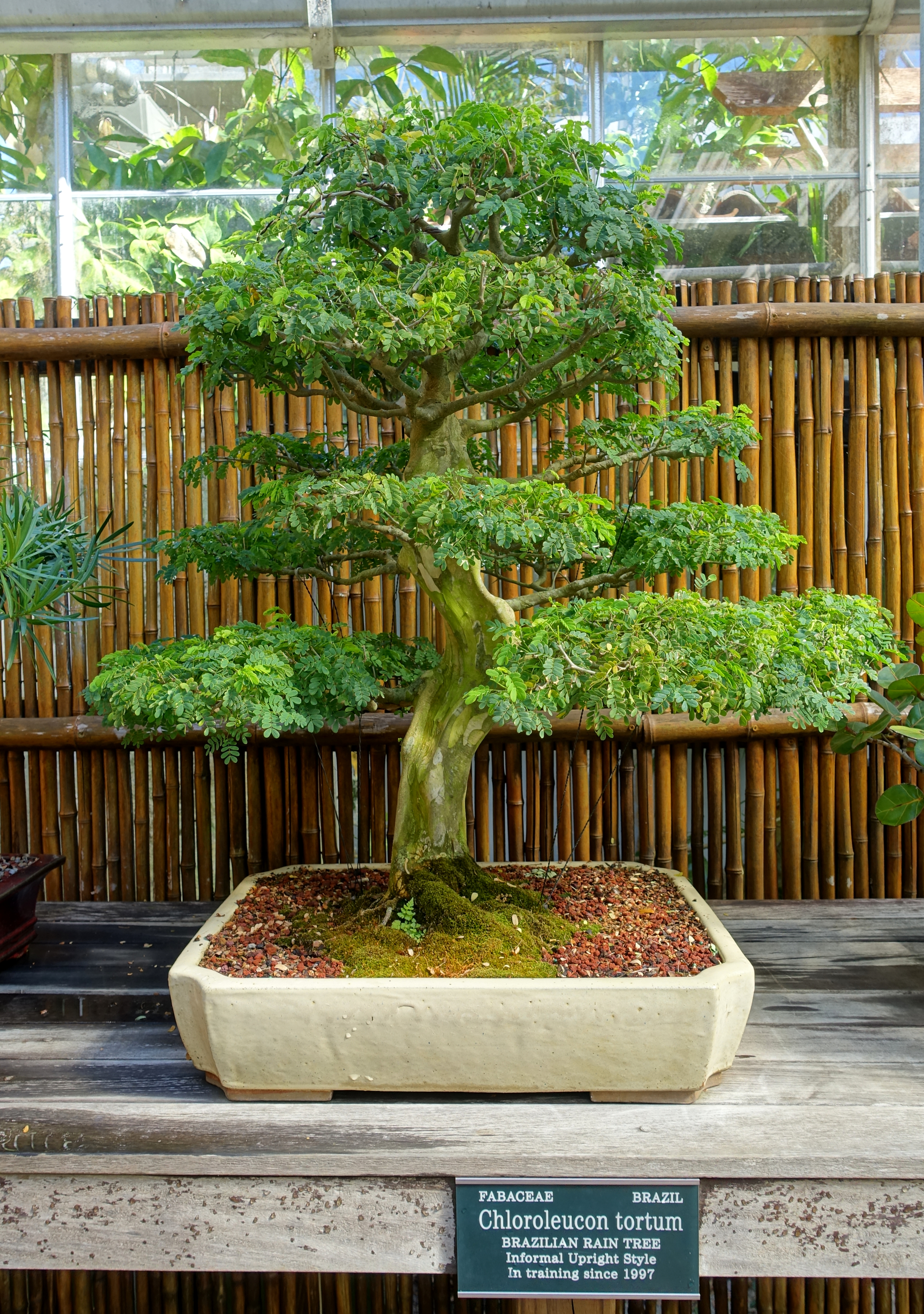
Chloroleucon tortum als Bonsai

Chloroleucon tortum ist ein Baum in der Familie der Hülsenfrüchtler in der Unterfamilie der Mimosengewächse aus dem mittleren bis östlichen und nördlichen Brasilien. Die Art gilt als stark gefährdet. In Brasilien ist der Baum bekannt als Tataré oder Jacaré.

## Beschreibung
Chloroleucon tortum wächst als recht schnellwüchsiger, halbimmergrüner, dorniger und knorriger Baum mit breiter, reich verzweigter Krone bis über 10 Meter hoch. Der Stammdurchmesser erreicht über 50 Zentimeter. Die Dornen werden bis zu 2 Zentimeter lang und sind aus sterilen Blütenstandsstielen gebildet. Die glatte, gräuliche Borke ist abblätternd.
Die wechselständigen, kurz gestielten, kurzen Laubblätter sind doppelt paarig gefiedert, mit wenigen Fiederpaaren 1. Ordnung und jeweils bis zu 8 Blättchenpaaren. Die kurz gestielten, ganzrandigen, meist kahlen Blättchen sind verkehrt-eiförmig bis länglich und abgerundet bis stumpf oder gestutzt, manchmal rundspitzig sowie bis zu 1,9 Zentimeter lang. Die minimalen Nebenblätter sind früh abfallend. Am Blattstiel und an der Rhachis sind Nektarien vorhanden. Am Blattstiel sowie an den Fieder- und Blättchenstielen sind Pulvini vorhanden.
Die Blüten erscheinen achselständig in kurzen, dichten, vielblütigen Köpfchen mit abfallenden, länglichen Deckblättern. Die kleinen, dimorphen, zwittrigen, sitzenden bis fast sitzenden, fünfzähligen Blüten mit doppelter Blütenhülle sind grünlich-weiß. Der kleine Kelch ist becherförmig mit minimalen Zipfeln. Die Krone ist schmal becherförmig mit kurzen, aufrechten Zipfeln. Es sind bis etwa 18 lange Staubblätter vorhanden, die im unteren Teil in einer Röhre verwachsen sind. In den Blütenständen besitzen die Staubblätter der äußeren Blüten eine kürzere und anders geformte Staubblattröhre. Die Staubblattröhre ist hier gestutzt, im anderen Fall ist sie trompetenförmig, länger und oben mit einem kurzen, zerschlitzten Saum versehen. Der Fruchtknoten ist oberständig mit langem, schlankem Griffel und minimaler Narbe.
Die länglichen, mehrsamigen, runzligen, ledrig-holzigen, kahlen Hülsenfrüchte mit dicken Nähten sind bis 20 Zentimeter lang, bis 1,5 Zentimeter breit und an den Samen eingeschnürt sowie wulstig. Sie sind mehr oder weniger zusammengedrückt spiralig, mit mehreren Umgängen, verdreht, wie eine „Schraubenfeder“ mit bis zu 3 Zentimeter Durchmesser. Die leicht abgeflachten, eiförmigen, hellbraunen, bis zu 24, harten, glatten, 5–6 Millimeter langen Samen besitzen ein „Pleurogram“. Die Früchte bleiben noch lange an der Pflanze stehen.

## Verwendung
Die Art wird gerne als Bonsai genutzt. Der Baum wurde auch gerne vom Landschaftsarchitekten und Künstler Roberto Burle Marx verwendet.
Das schöne, mittelschwere Holz ist recht hart und recht beständig.